# Hypostomus occidentalis
Hypostomus occidentalis är en fiskart som beskrevs av Boeseman, 1968. Hypostomus occidentalis ingår i släktet Hypostomus och familjen Loricariidae. Inga underarter finns listade i Catalogue of Life.